# 지사부교
지사부교(일본어: 寺社奉行 지샤부교우[*])는 무로마치 막부 및 에도 막부에서 절이나 신사의 영지, 인사(人事), 소송 등을 담당하던 봉행이다.
석고 1만석 이상의 후다이 다이묘 중에서 임명되는 것이 원칙으로 와카도시요리를 겸임하였다. 간조부교, 마치부교와 함께 산부교로 물리던 막부의 실무 담당이었다.

## 같이 보기
- 봉행 (일본사)